# سند بازجریان‌پذیر
سند بازجریان‌پذیر (به انگلیسی: Reflowable document) نوعی سندِ الکترونیکی‌ست که می‌تواند نمایشِ خود را با دستگاهِ خروجی وفق دهد. 

## مثال‌ها
- ای‌پاب
- اچ‌تی‌ام‌ال

## منبع
1. ↑  مشارکت‌کنندگان ویکی‌پدیا. «Reflowable document». در دانشنامهٔ ویکی‌پدیای ، بازبینی‌شده در ۱۵ نوامبر ۲۰۱۶.